# Руновская волость

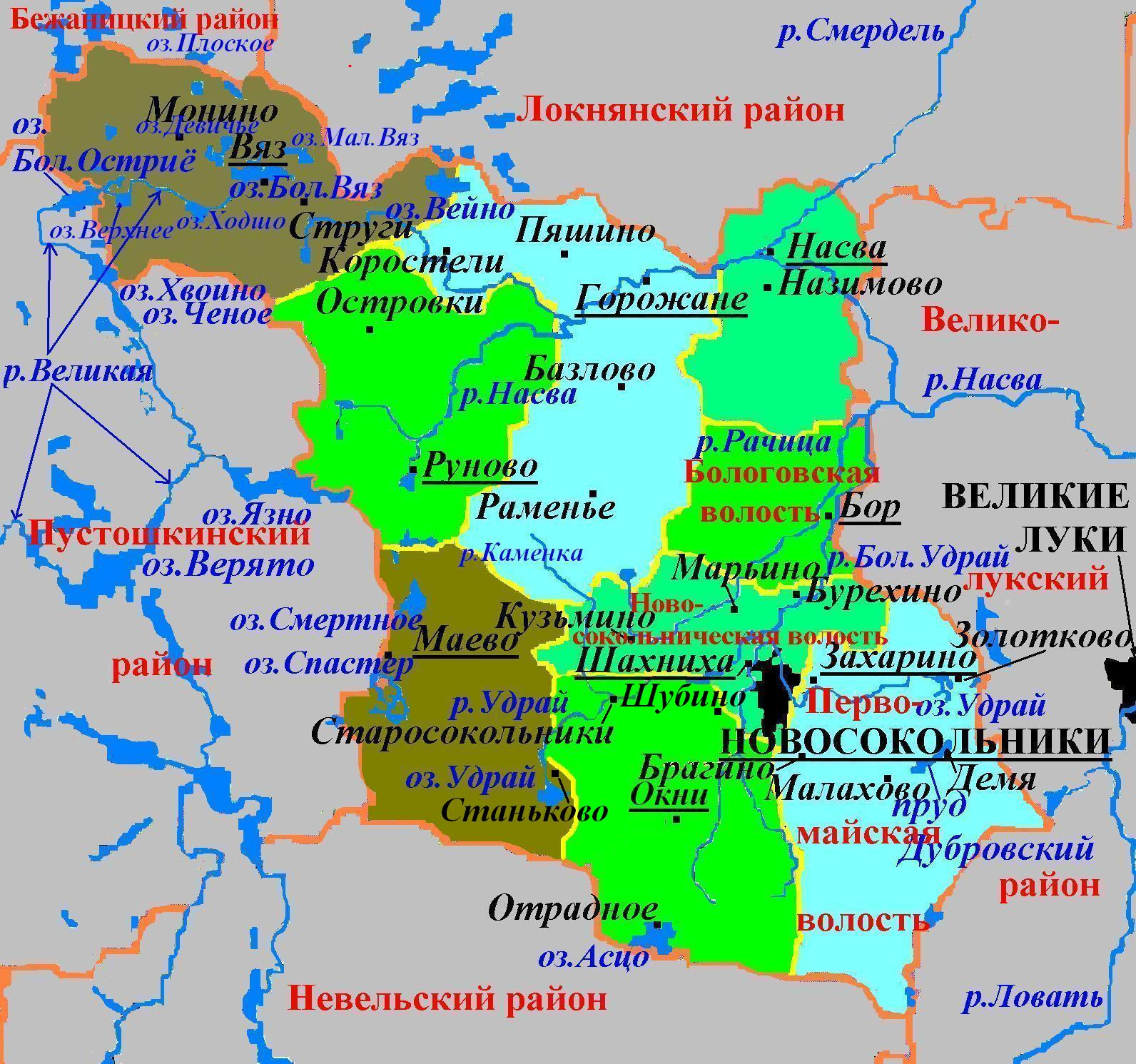
Административное деление Новосокольнического района в 2005—2015 гг.

Руновская волость — упразднённая административно-территориальная единица 3-го уровня и бывшее муниципальное образование со статусом сельского поселения в Новосокольническом районе Псковской области России.
Административный центр — деревня Руново.

## География
Территория волости граничила на северо-западе с Вязовской, на севере и востоке — с Горожанской, на юге — с Маевской волостями Новосокольнического района, на западе — с Пустошкинским районом Псковской области.

## Население
| 2002 | 2010 | 2012 | 2013 | 2014 | 2015 |
| ---- | ---- | ---- | ---- | ---- | ---- |
| 406  | ↗656 | ↘623 | ↘595 | ↘574 | ↘569 |

## Населённые пункты
В состав Руновской волости входила 41 деревня: Борисово, Бабки, Виноходцево, Вырино, Дмитровичи, Дворяниново, Зубатово, Заболотье, Кожемяки, Курохново, Козлово, Касьяниха, Ласичино, Мокрыши, Новое, Островки, Полочаново, Работино, Рогачево, Сушино, Сеньково, Ульянцево, Тириново, Ближнее Бурцево, Буровец, Гришино, Жогово, Жуково, Кривандино, Курочкино, Лядово, Макарово, Овсяниково, Пятчино, Руново, Сатонкино, Сергино, Скороты, Хряни, Шманы, Шухово.

## История
Постановлением Псковского областного Собрания депутатов от 26 января 1995 года все сельсоветы в Псковской области были переименованы в волости, в том числе Руновский сельсовет был превращён в Руновскую волость.
Законом Псковской области от 28 февраля 2005 года в границах Руновской и упразднённой Островской волостей было также создано муниципальное образование Руновская волость со статусом сельского поселения с 1 января 2006 года в составе муниципального образования Новосокольнический район со статусом муниципального района.
В апреле 2015 года Руновская волость была упразднена и вошла в состав сельского поселения Маевская волость.